# Árpád híd (Budapest)
Az Árpád híd Budapest egyik közúti Duna-hídja Budapest III. kerülete és Budapest XIII. kerülete között. A Megyeri híd 2008-as átadásáig a főváros leghosszabb hídja és legészakibb közúti hídja az átadott híd bővítését úgy oldották meg, hogy két oldalt 1-1 új hidat építettek mellé, azaz az Árpád híd voltaképp három párhuzamos, egymással összekapcsolódó hídszerkezetből áll.
A pesti oldalon a híd közelében található a Göncz Árpád városközpont metróállomás, az M3-as metróvonal egyik jelentős állomása, valamint 1986 óta az Árpád híd autóbusz-állomás.

## Története

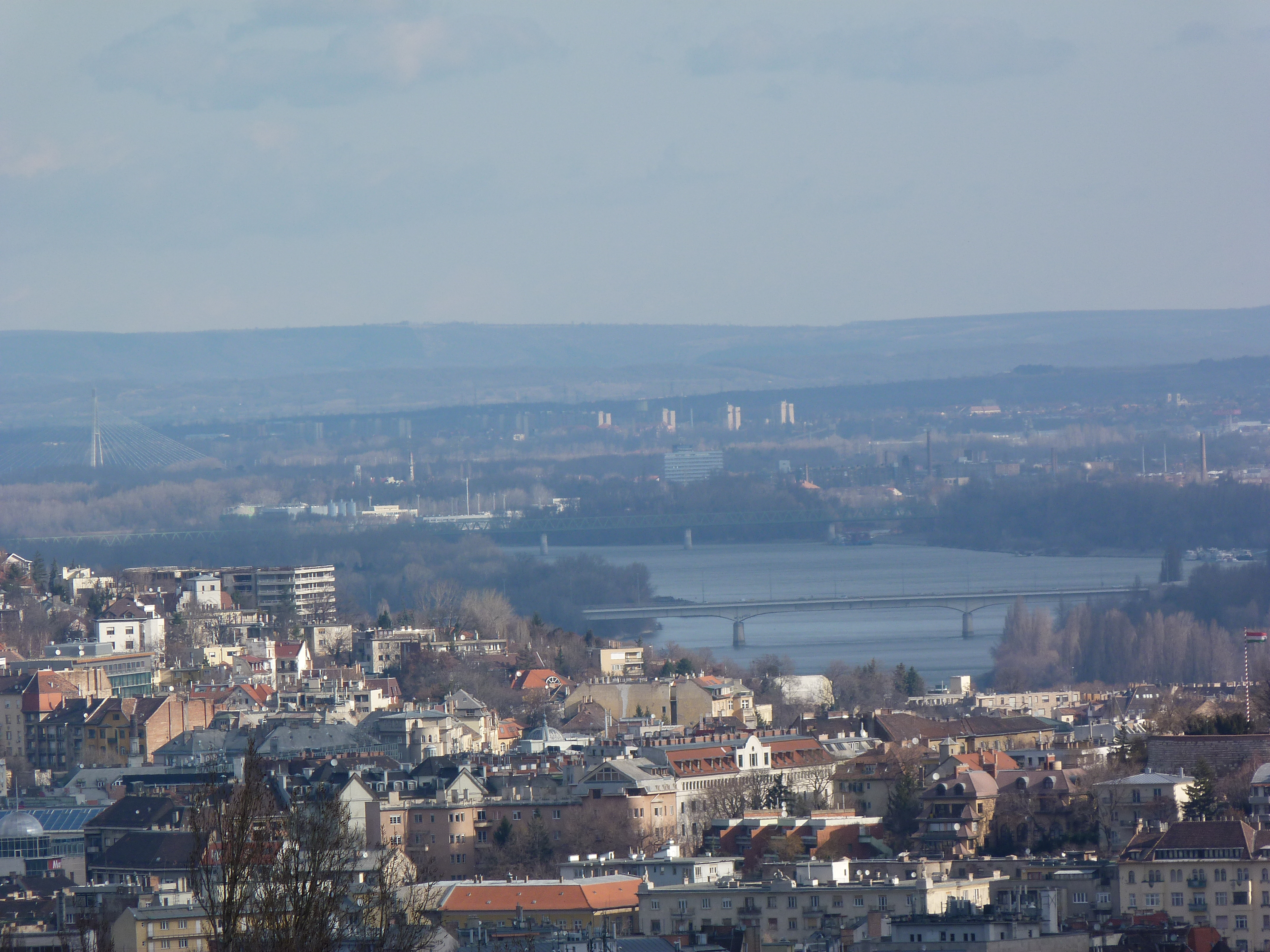
Az Árpád híd a Sas-hegyről (2012)

A helyén már a rómaiak is létesítettek hidat, amely összekötötte Aquincumot a túloldali erőddel. (Contra Legionis és Transaquincum között.) Az Árpád magyar fejedelem nevét viselő híd építését már 1903-ban eltervezték, azonban a tervpályázatot csak 1929-ben írták ki.
Építése 1939-ben indult meg Kossalka János tervei szerint, mely a 928 méter hosszú hidat 103 és 102 méteres nyílásokkal képzelte el. A budai oldali 103 méteres nyílások tervezésük idején a világ legnagyobb támaszközű gerinclemezes hídjai voltak. A munkálatokat 1943-ban, a második világháború miatt félbehagyták. Ekkor még csak az alépítmények, valamint a felépítmények rövid szakasza készült el: álltak a hídfők, a pillérek, a hajógyári-szigeti vasbeton áthidalás, a Margit-sziget felé ágazó szárnyhíd és az acélhidak néhány része. Az addig tágasabb Szentlélek tér déli felét a híd óbudai felhajtója foglalta el. A Tavasz utca és a Serfőző utca a széles felhajtó szervízútjai lettek. A Duna partvonalának szabályozása és a Margit-sziget északi hosszabbítása 1937-1943 között zajlott. Befejezetlenségének köszönhetően az Árpád híd volt az egyetlen, amit a németek nem robbantottak fel 1945 januárjában Budapest ostroma során. Az építkezést 1948-ban folytatták.
A hidat végül 1950. november 7-én nyitották meg, az eredetileg neki szánt Árpád név helyett Sztálinról elnevezve, amely név azonban sosem ment át a köztudatba, és végül 1956-ban kapta meg jelenlegi nevét. A munkákat Széchy Károly és Sávoly Pál irányította. Az Újpesti vasúti híd újjáépültéig (1955) a keskeny hídon közlekedő 33-as villamos vágányát vasúti teherszállításra is használták. 1969-ben nagyobb mértékű javítási munkákat végeztek rajta. A híd 1980–1984 között a Hungária körgyűrű kialakítása miatt irányonként három forgalmi sávosra bővült, 1984. április 4-én adták át. A Flórián tér és a Göncz Árpád városközpont többszintes csomópontjának kiépítése is lassan befejeződött, végül november 6-án elindították a hídon áthaladó 1-es villamosvonalat.
2009-ben a híd Budapest legforgalmasabb hídja volt, naponta mintegy 150 000 jármű haladt át rajta.
Az Árpád híd 2023. július 1-jén került az országos figyelem középpontjába, miután egy illegális gyorsulási verseny során egy Mercedes sofőrje elvesztette uralmát a jármű felett, s a dupla korlátot átszakítva elgázolt egy szabályosan közlekedő 26 éves kerékpárost, aki a kórházban belehalt sérüléseibe.

## Keresztmetszete
Eredetileg a híd teljes szélességét 27,6 méterre tervezték, ebből 18,8 m a kocsipálya lett volna a villamosvágányokkal együtt, és kétoldalt 3,4-3,4 m a járda. A kocsipálya és a járdák között a tervekben további 1–1 m kerékpársáv szerepelt. 1943-ig ebben a szélességben készült el 247 m hosszban az óbudai Duna-ágat átívelő két hídnyílás, valamint a parti szakasz, illetve egy kb. 20 m-es konzolos rész nyúlt a víz fölé. Budapest ostroma során a németek erre a hídra is robbanóanyagot szereltek, de végül valamiért nem robbantották fel, a meglévő hídelemek és pillérek semmilyen károsodást nem szenvedtek.
1948-ban újraindult az építkezés, de azért, hogy minél hamarabb átadhassák, megváltoztatták az eredeti terveket, és a híd 1950-ben csak 13 méter szélességben épült meg: 11 m széles kocsipályatest – középen a villamossínekkel – és kétoldalt 1–1 m széles járda kapott helyet.

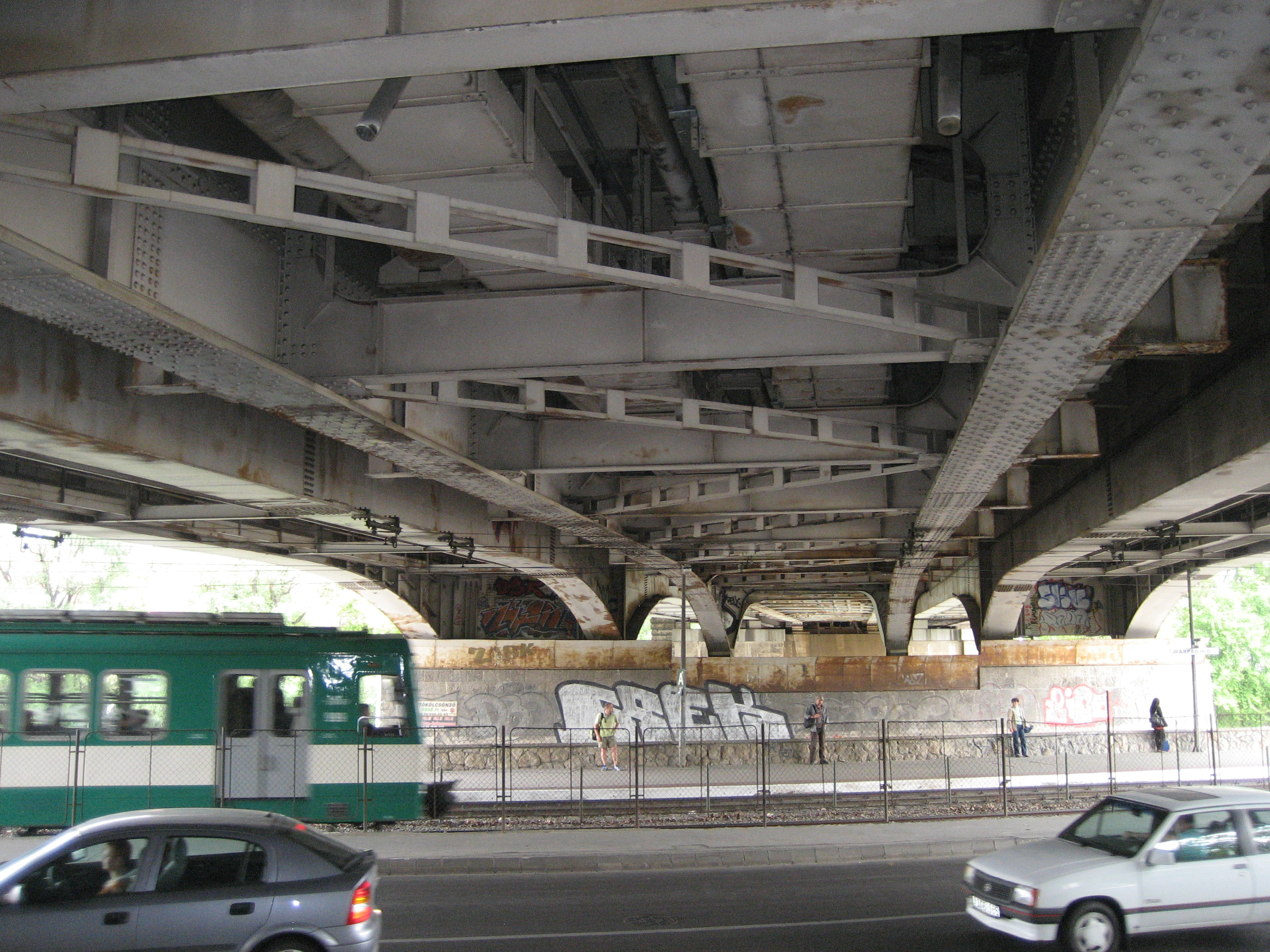
Alulról jól látszik a három hídrész

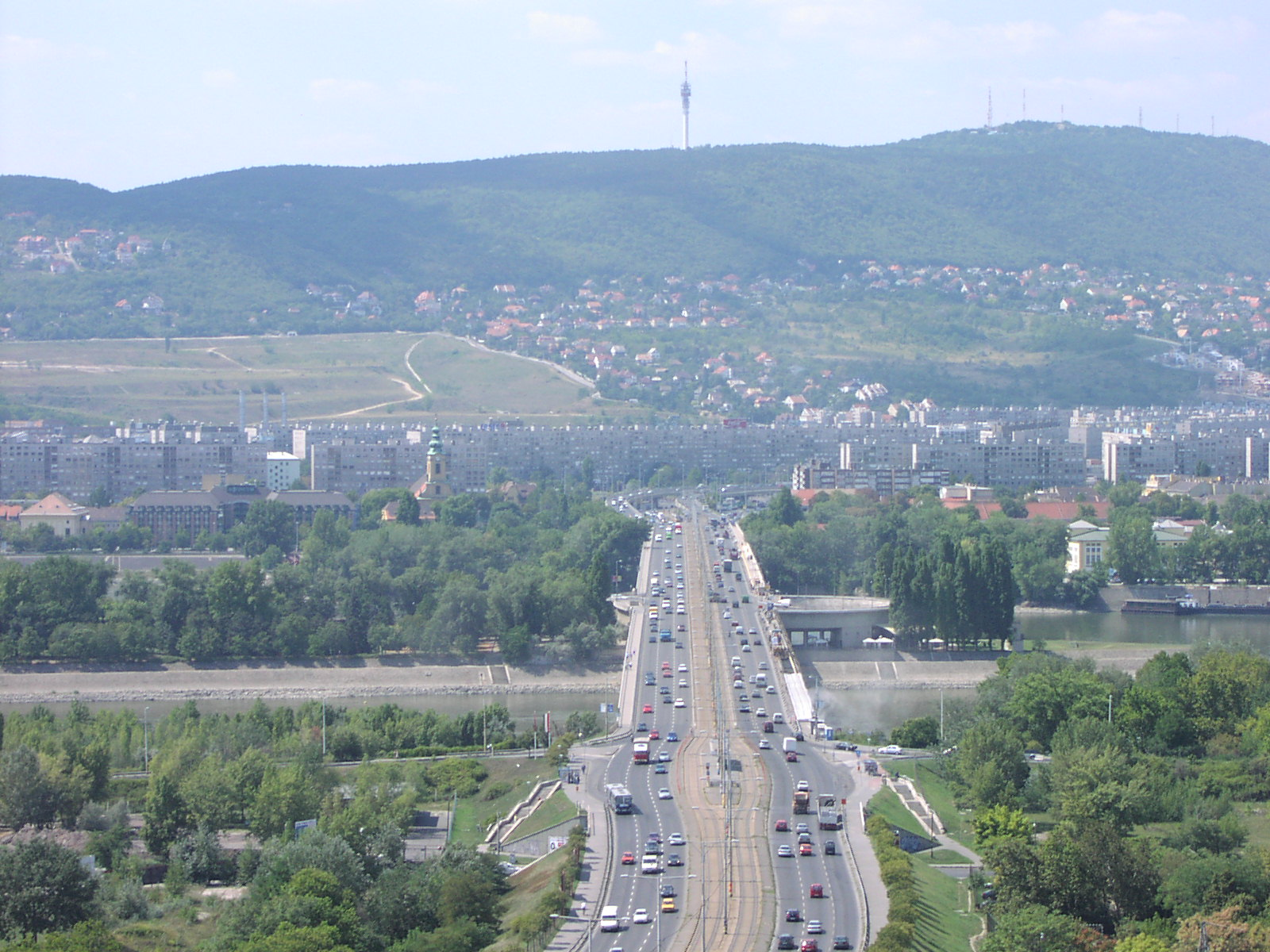
Az Árpád híd Pest felől nézve, az éppen átépülő járdákkal, 2003-ban

Az 1970-es évek második felében készítették el a híd kiszélesítésének terveit (Uvaterv), eszerint az eredeti középső útpálya mellé két oldalt gyakorlatilag két új hidat építettek (a híd alatt állva ez kiválóan megfigyelhető), valamint az 1943 előtt megépített szélső főtartókat és a fölöttük lévő pályaszerkezetet elbontották, és a helyükre ugyancsak kétfőtartós hidat építettek, szélesebb kocsipályával. Az 1970-es évek végére tervezett felújítási munkálatok végül 1980-ig csúsztak. (Meg kellett építeni hozzá 1980-ban a Clark Ádám úszódarut, amellyel 1981-1983 között emelték a helyükre a híd acélelemeit.) A főtartók legnagyobb távolsága eredetileg is 25 méter volt, emiatt nem kellett kiszélesíteni a hídpilléreket, csak kis mértékben, a szerkezeti kövek helyének megváltoztatásával kellett átalakítani azokat. A bővítés során törekedtek a közúti forgalom állandó fenntartására. A szerkezetkész állapotot 1983. november 10-én ünnepelték hordógurítással. Elsőként az déli útpálya készült el. 1984 nyarán már irányonként két sávon haladhatott a közúti forgalom, de teljesen csak novemberre készült el (annak ellenére, hogy már április 4-én átadták).
A híd szélessége az eredeti terveknél is nagyobb, 35,4 méter lett, ebből a középső villamospálya 7,2 m, a kétoldali közúti pálya 11–11 m, a járdák szélessége 2,4-2,4 m. (A járdákba beépített vasbeton pallók nem váltak be, ezért ezeket 2003-ban acéllemezre cserélték, egyúttal az északi járdán kerékpárutat alakítottak ki magasított korlátokkal.) A három hídszerkezet között 5–5 cm hézag van. A középső, régi hídon zajlik a villamosforgalom, míg a két szélsőn halad a gépjármű, illetve a biciklis és gyalogosforgalom, amit vezető korlát választ el a közúttól.
A híd villamospályáján engedélyezett sebesség: 50 km/h.